# Portland Canal

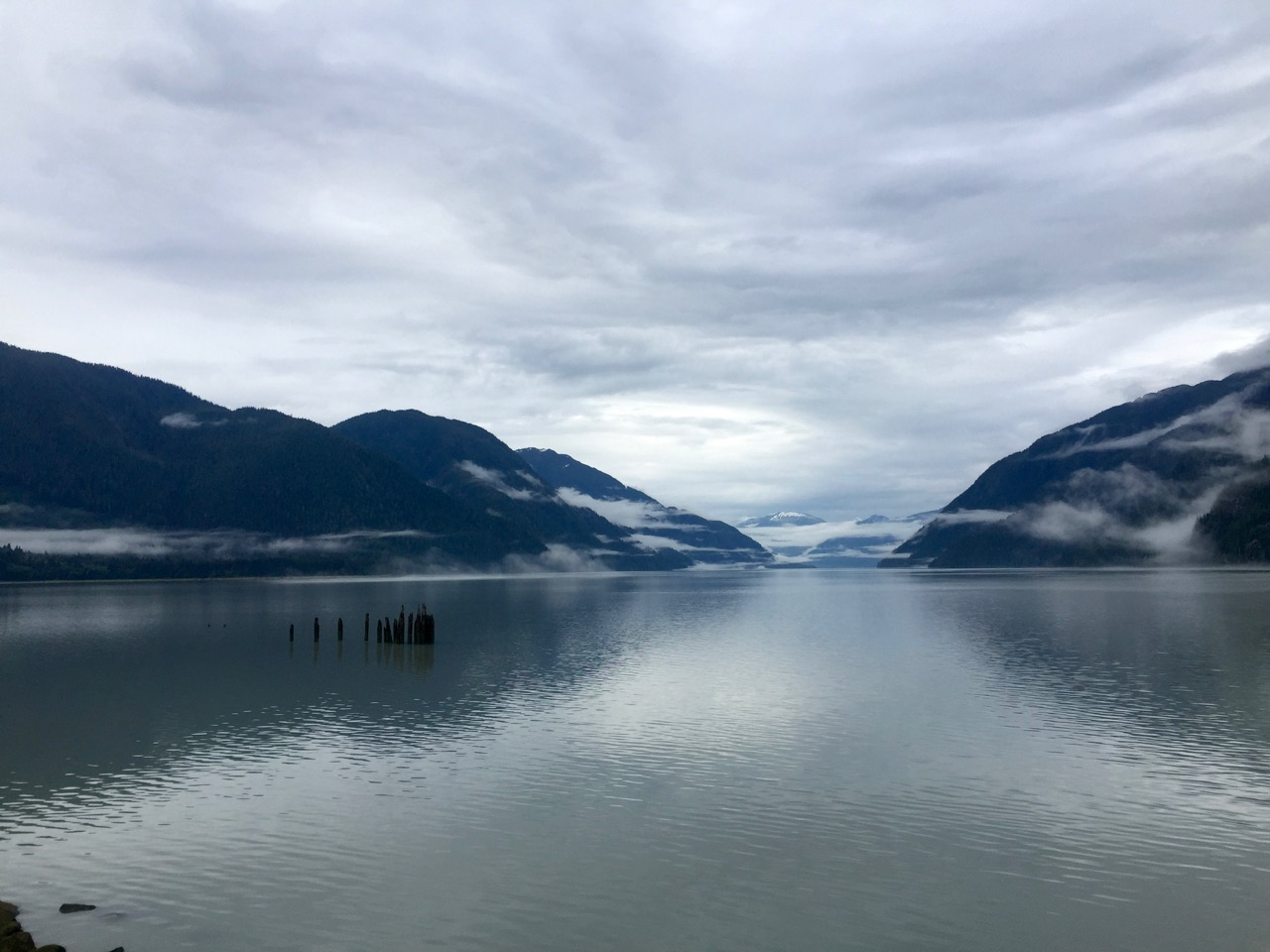
Het Portland Canal gezien vanaf Hyder

Het Portland Canal een fjord op de grens tussen Alaska in de Verenigde Staten en Brits-Columbia in Canada. In Alaska ligt het in het uiterste zuidoosten van de Alexanderarchipel in de Alaska Panhandle.

## Geografie
Het waterlichaam is ongeveer 114 km lang. Portland Canal is een arm van Portland Inlet en is een van de belangrijkste inhammen van de kust van Brits-Columbia. Ondanks de naam als kanaal, is de inham een fjord, een volledig natuurlijk en niet door de mens gemaakt geografisch kenmerk, en strekt zich 114,6 kilometer noordwaarts uit van de Portland Inlet ten oosten van Pearse Island tot aan Stewart (Brits-Columbia) en Hyder (Alaska) in het noorden. Ten noordoosten van Pearse Island sluit de Observatory Inlet zich aan bij het Portland Canal bij Ramsden Point, waar beide samenvloeien tot de Portland Inlet. Het Pearse Canal sluit zich aan bij het Portland Canal aan de noordkant van Pearse Island.
De plaatsing van de internationale grens in het Portland Canal was een belangrijke kwestie tijdens de onderhandelingen over het grensgeschil over Alaska, dat oplaaide als gevolg van de Goldrush van Klondike en in 1903 eindigde door arbitrage. Door de Alaska Boundary Settlement wordt het Portland Channel (die de mariene grens vormt) gedefinieerd als het Portland Canal, samen met het Pearse Canal en de Tongass Passage.
Het waterlichaam ligt in de mariene ecoregio Noord-Amerikaans Pacifisch Fjordland.

## Geschiedenis
De naam van de hele inham in het Nisga'a is Kʼalii Xkʼalaan, waarbij xkʼalaan "aan de achterkant van (ergens)" betekent. Het bovenste uiteinde van de inham was de thuisbasis van de Tsetsaut (Jits'aawit in Nisga'a), die, nadat ze waren gedecimeerd door oorlog en ziekte, onder de bescherming werden gebracht van het Laxsgiik (adelaar) hoofd van de Nisga'a, die volgens het inheemse recht de titel van de inham draagt.
Portland Canal kreeg zijn naam van George Vancouver in 1793, ter ere van William Henry Cavendish-Bentinck, 3e hertog van Portland. Het gebruik van het woord kanaal om inhammen aan de kust van Brits-Columbia en de Alaska Panhandle te noemen is een erfenis van de Spaanse verkenning van het gebied in de 18e eeuw. De Haro Strait tussen Victoria en de San Juan Islands was bijvoorbeeld oorspronkelijk Canal de Haro.